# Valeriu Todirașcu
Valeriu Todirașcu (n. 3 septembrie 1969, Chișinău, RSS Moldovenească, URSS) este un politician român, senator de București, ales în 2012.

## Primii ani
Valeriu Todirașcu s-a născut la 3 septembrie 1969, în Chișinău, URSS, astăzi capitala Republicii Moldova. Între 1986 și 1990, a urmat cursurile Facultății de Economie la Universitatea de Stat din Chișinău, specialitatea „Analiza economică, revizia și controlul activității organizațiilor bugetare”, iar după 4 ani de studii, profitând de înlăturarea regimului comunist din România și de relaxarea celui din Uniunea Sovietică, s-a transferat la Academia de Studii Economice din București, unde în 1993 și-a luat licența în domeniul „Marketing și negocierea în Relațiile Economice Internaționale”.
După terminarea studiilor, Todirașcu a înființat câteva afaceri în domeniul medical: un laborator de analize și un magazin on-line de aparatură medicală.

## Cariera politică
În 2011, a contribuit la fondarea Partidului Noua Republică (PNR), în cadrul căruia a fost ales prim-vicepreședinte. La alegerile legislative din 2012, în timp ce procedurile de constituire a PNR erau încă în desfășurare, Todirașcu a candidat din partea Alianței România Dreaptă, la care partidul său dorea să se asocieze, ca membru al PNȚCD, în colegiul numărul 12, aflat în vestul Bucureștiului (cartierele Militari și Crângași). Deși a obținut doar 19% din voturi față de 66% ale contracandidatului său Gabriel Mutu, a obținut un mandat suplimentar prin redistribuire, devenind astfel senator de București. În mai 2013, odată cu finalizarea procedurilor de înregistrare a Partidului Noua Republică, statutul lui Todirașcu în Senat a devenit acela de senator independent asociat grupului PDL.